# Pablo Carro (político)
José Pablo Carro (Buenos Aires, 29 de marzo de 1965) es un docente, sindicalista y político argentino del Partido Solidario, que se desempeña como diputado nacional por la provincia de Córdoba desde 2017, siendo reelegido en 2021. Además, se desempeñó como secretario general de la Asociación de Docentes e Investigadores Universitarios de Córdoba (ADIUC) y secretario general de la sección de Córdoba de la Central de Trabajadores de la Argentina (CTA).

## Biografía
Nació el 29 de marzo de 1965 en Buenos Aires. Estudió comunicación social en la Universidad Nacional de Córdoba (UNC), egresando en 1997, y luego obtuvo una maestría en comunicación y cultura en la misma universidad, culminada en 2007. En 2010, finalizó una maestría en ciencia política de la Universidad de Santiago de Compostela. Se desempeñó como profesor adjunto de política y comunicación en su alma mater.
Comenzó su carrera sindical en la Asociación de Docentes e Investigadores Universitarios de Córdoba, que agrupa a profesores de la UNC. Ascendió en la misma hasta llegar al puesto de secretario general del sindicato, que ocupó hasta 2017. También se desempeñó como secretario general de la sección de la provincia de Córdoba de la Central de Trabajadores de la Argentina (CTA).
En las elecciones legislativas de 2017, fue candidato a diputado nacional, encabezando la lista de la alianza Córdoba Ciudadana. La lista recibió el 9,71 % de los votos, suficiente para que sólo Carro fuera elegido. Al asumir el cargo, formó parte del bloque del Frente para la Victoria. Después de las elecciones generales de 2019, se unió al bloque del Frente de Todos (FDT).
Se presentó a la reelección en las elecciones legislativas de 2021, como tercer candidato en la lista del Frente de Todos, que encabezaba Martín Gill. La lista recibió el 10,51 % de los votos, una vez más, suficiente para que solo uno de sus candidatos superara el recorte del sistema D'Hondt. Sin embargo, Gill finalmente no asumió el cargo de diputado y, de acuerdo con la ley de paridad de género de 2018, Carro asumió el cargo en lugar de Gill.
Como diputado nacional, ha integrado las comisiones de Agricultura y Ganadería; de Educación; de Legislación Laboral; de Libertad de Expresión; y de Asuntos Municipales, y presidió la comisión de Comunicaciones e Informática. Votó a favor de los dos proyectos de ley de Interrupción Voluntaria del Embarazo que fueron debatidos por el Congreso argentino en 2018 y 2020.